# Empereurs Yan et Huang
Les Empereurs Yan et Huang est une statue représentant les empereurs chinois Yandi et Huángdì, située à Zhengzhou, dans la province du Henan en République populaire de Chine. La construction, entreprise en 1987, a duré 20 ans et s'est donc achevée en 2007.